# NAOMI
NAOMI(ナオミ)はセガが開発したアーケードゲーム基板である。
同社の家庭用ゲーム機・ドリームキャストの基板と互換性がある。本基板は矢木博が開発した。
基板の命名者は当時セガの副社長を務めていた鈴木久司であり、同社製アーケードゲーム基板「MODEL3」に続くファイナルモデル、スーパーモデルという意味合いから、当時ファッション界のスーパーモデルであったナオミ・キャンベルにあやかってつけられた。
公式にはあくまでも“New Arcade Operation Machine Idea”の略とされているが、発表会の前日に決まった後付けの名前であることが公式サイトの裏話として書かれていたことがある。
NAOMIの「O」は発表当時ドリームキャストのロゴと同様の渦巻きマークでありドリームキャスト互換をほのめかすものであったが、海外のショーに出展した際、単なる渦巻きマークとして認識されNA-MIと読まれるケースが多発、急遽シンプルなオレンジ色の「O」に改められた。

## 概要
MODEL3に続く、セガアーケードゲームの主力基板。ドリームキャストとのアーキテクチャの共用からくる量産効果により、旧来のアーケードゲーム基板をはるかにしのぐグラフィック処理能力と低コストを両立させた。コストパフォーマンスの改善を目指しており、描画性能は後発のSEGAHIKARUには劣る。アーケード用と家庭用との相互の移植, 並行開発が比較的容易であり、アーケード用と家庭用間で連動を行うタイトルも一部見受けられた。業界初の新JAMMA規格(JVS)の基板としても知られている。リリース最初期の作品ではMODEL3電源を流用しメタルケースに基板が格納される等従来のMODEL世代に倣った設計になっていたが、その後の筐体はドリームキャストのデザイン感を踏襲したものに変更された。
本基板は様々な拡張キットに対応しており、デフォルトで使用できるROMはROMボード（交換をし易くするために差し込み型になっている為、実際には同社が過去に発売した基板、ST-Vでも採用されていたROMカートリッジ方式に近い）であるが、専用のDIMMボードとGDドライブを追加することによりGD-ROMも使用可能。スパイクアウトなど一部作品に関してはサウンドカードなどの増設も可能であり、前述の連動のためにビジュアルメモリリーダーを追加することも可能である。
メインボードは最大4枚をスタック接続し処理性能を上げることも可能となっており、F355チャレンジ(2)、エアラインパイロッツ、セガ・ストライクファイター等、マルチモニタ機種に採用されている。
後続のNAOMI 2はNAOMIの後継機種に当る。DIMMボードとGD-ROMはNAOMIと同じものが使用でき、ほぼデフォルトとなっている。また上位互換性もありNAOMI用のソフトも動作する。グラフィック機能は、NAOMIにおいてはSH-4で行っていたジオメトリ演算を別途専用チップとして実装しハードウェア化することにより、NAOMIの300万ポリゴン/秒から1,000万ポリゴン/秒に増強されており、環境マッピング機能についても負荷軽減が施されている。さらにNAOMIと同じグラフィックチップをもう1つ追加し計2つ搭載することでレンダリング能力も増強している。
キッズカードゲーム、メダルゲームなどでは、DIMMボードとGDドライブによって拡張されていた機能を1枚の基板に統合したSYSTEMSPが存在する。この統合の際GDドライブはコンパクトフラッシュに、DIMMボードのDIMMはフラッシュROMに置き換えられ、ネットワーク機能もオンボードとなった。I/O面ではJVS非対応となり代わりにパラレルI/Oの増強とサウンドアンプの追加が行われている。SYSTEMSPは甲虫王者ムシキングの後期ロットより採用されていた。
NAOMI GD-ROM SYSTEMは2007年の『のーコネパズル たころん』を最後に採用タイトルが登場しなくなり、それ以降はROMボードがメインに戻っている。これは、GD-ROMディスクの生産ラインとドライブのメンテナンスが終了したことに加え、半導体価格の大幅な低下といった要素等によるものであると言われる。またこの頃から従来のカートリッジとは互換性のない512Mbit (64MB)フラッシュROMを搭載したタイトルも登場し、GD-ROMに迫る容量(512MB)を高速アクセスが可能なカートリッジ式で実現することが可能になった（新しいBIOS ROMに交換することで旧基板でも使用可能）。主に海外での補修用途として、NAOMI2以降のGD-ROMタイトルをコンパクトフラッシュに置き換えるCF-BOXと呼ばれるアップデートキットも存在する。
1998年に登場して以来、2009年まで現役のシステムボードとして活躍、新作の開発がされていた基板で、アーキテクチャを流用したATOMISWAVEの登場後もNAOMIを採用し続けたメーカーが少なくない。また、一度ATOMISWAVEに変更になったのち、NAOMIに戻ってきたシリーズも一部存在する。
最終バージョンのNAOMI2はセガが独自にシステムアーキテクチャから設計した最後のアーケード基板となっており、以降はXbox互換のChihiroなどの他社の家庭用ハードがベースの基板や、LinuxやWindows OSベースのLINDBERGHといったパソコン（PC）のアーキテクチャをベースとした基板にシフトしていくことになる。
NAOMIシリーズで開発された最終作は、2012年11月稼働開始のメダルゲーム、『ガリレオファクトリー3 -プラネット・ゼロ-』(SYSTEMSPを使用）。
部品調達難に伴い、修理サポートは一部のSYSTEMSP使用タイトル以外、2017年3月31日を以って終了した。

## スペック

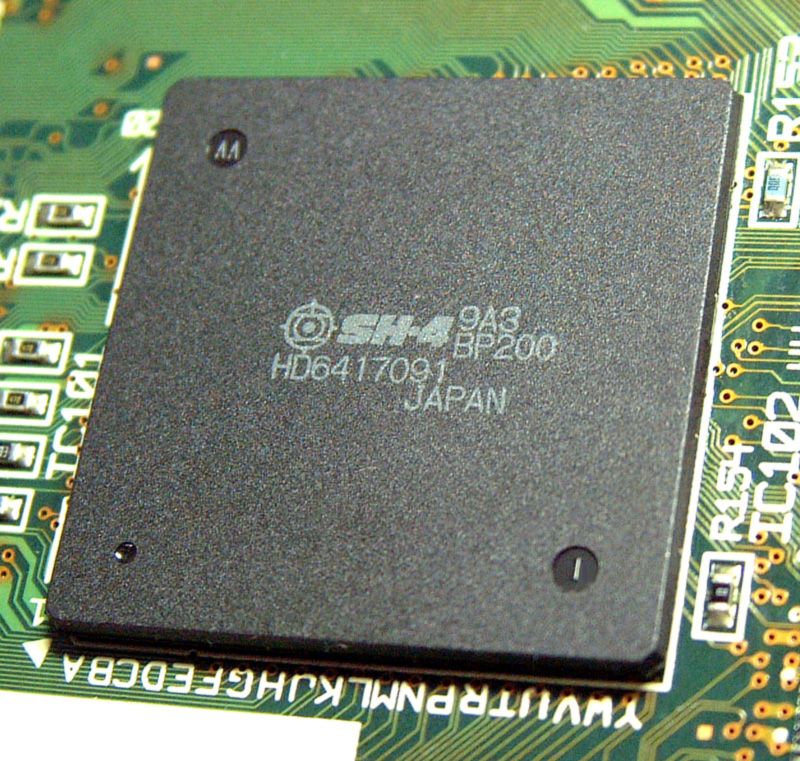
Dreamcast用SH-4 HD6417091

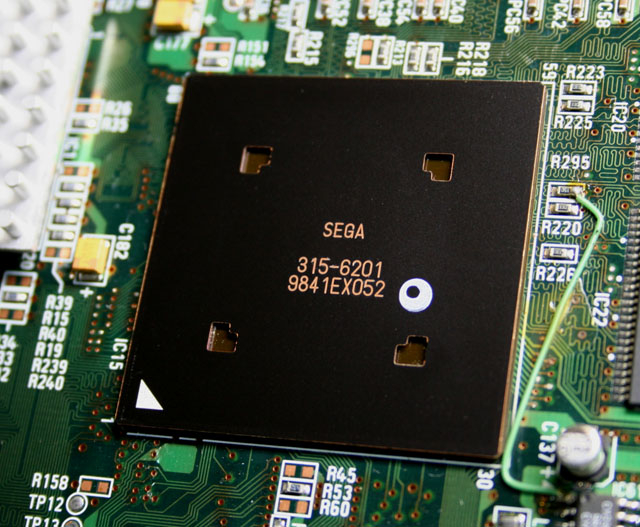
Dreamcast用PowerVR2 315-6201

- CPU : SH-4（200MHz/360MIPS）
  - 浮動小数点演算能力 : 1.4GFLOPS
- ジオメトリエンジン：VideoLogic Elan (100MHz / NAOMI 2のみ搭載)
- RAM : 32MB（ドリームキャストは16MB）
- VRAM :16MB（ドリームキャストは8MB）
  - NAOMI 2：32MB + モデルデータ 32MB
  - グラフィックスエンジン : Power VR2 (NAOMI 2は2個搭載)
  - ポリゴン描画能力 : 300万/秒
    - NAOMI 2：1,000万/秒

  - 同時表示色数 : 1677万色同時表示（24bit）
- サウンドRAM : 8MB（ドリームキャストは2MB）
  - サウンドエンジン : YAMAHA スーパー・インテリジェント・サウンド・プロセッサ 32bit RISC CPU (ARM7 AICA 45 MHz)内蔵
  - サウンド機能 : ADPCM 64ch
- ソフト供給媒体 ： カートリッジ型ROMボード（最大172MB）/ GD-ROM（※使用するには別途でGDドライブとDIMMボードが必要。最大1GB)

## 作品リスト
- 特記がないものは全て（開発・発売：セガ）
- ◎は、専用筐体と専用デバイスが必要になるタイトル。

### NAOMI
1998年
- ザ・ハウス・オブ・ザ・デッド2 ◎[4][5]（専用筐体設計＋ガンセンサー類が必要。MODEL3用電源を採用）
- ダイナマイトベースボール'98[6][7]

1999年
- クレイジータクシー ◎[8][9]
- エアラインパイロッツ ◎[9]
- ゾンビリベンジ[10][9]
- GIANT GRAM 全日本プロレス2 in 日本武道館[11]
- リングアウト4×4[12][11]
- F355チャレンジ ◎[11]
- バーチャストライカー2 バージョン2000[13]
- タッチ・デ・ウノー![14][13]
- スーパーメジャーリーグ'99[13]
- トイファイター[13]
- ジャンボサファリ[15][16][17]
- DERBY OWNERS CLUB ◎[18][19]
- ダイナマイトベースボール'99[20][19]
- アウトトリガー ◎（デバイスのみ）[21][13]
- セガテトリス[22][19]
- 18 Wheeler: American Pro Trucker[23]
- ぷよぷよDA! -featuring ELLENA System-（開発：コンパイル）[24][23]
- 火星チャンネル[25][23]
- サンバDEアミーゴ ◎[26][23]
- パワースマッシュ[23]
- シャングリラ
- パワーストーン（開発・発売：カプコン）[27]
- アイドル雀士スーチーパイIII[28]
- 新日本プロレスリング闘魂烈伝4 （開発：ユークス、発売：ナムコ）
- デッド オア アライブ2（開発・発売：テクモ）

2000年
- ザ・タイピング・オブ・ザ・デッド ◎（デバイスのみ）[29][16]
- バーチャNBA[16]
- タッチ・デ・ウノー!2[16]
- セガマリンフィッシング（英語版）[30][31]
- クイズ ああっ女神さまっ〜闘う翼とともに[31]
- ダービーオーナーズクラブ2000[31]
- デッド オア アライブ2 ミレニアム（開発・発売：テクモ）
- 電脳戦機バーチャロン オラトリオタングラム M.S.B.S ver5.66 ◎（専用デバイスのみ。専用筐体も存在）[31]
- スラッシュアウト[31]
- GIANT GRAM 2000 全日本プロレス3 栄光の勇者達[32]
- 東京バス案内 ◎[32]
- CRACKIN’DJ[33][32]
- デスクリムゾンOX（開発：エコールソフトウェア）◎[32]
- セガ・ストライクファイター ◎[34][35]
- サンバDEアミーゴ Ver.2000[35]
- MARVEL VS. CAPCOM 2 NEW AGE OF HEROES （開発・発売：カプコン）
- 燃えろ!ジャスティス学園（開発・発売：カプコン）[36]
- SPAWN In The Demon's Hand（開発・発売：カプコン）[37]
- CAPCOM VS. SNK MILLENNIUM FIGHT 2000（開発・発売：カプコン、開発協力・許諾：SNK）
- ガンスパイク（開発：彩京＆カプコン、発売：カプコン）
- パワーストーン2（開発・発売：カプコン）
- ワールドキックス（開発・発売：ナムコ）◎（一部バージョンのみ）
- ニンジャアサルト ※同上 ◎
- GUILTY GEAR X（開発：アークシステムワークス、発売：サミー）
- ギガウイング2（開発・発売：カプコン）

2001年
- F355チャレンジ2 ◎[38]
- コズミックスマッシュ[39][38]
- ダービーオーナーズクラブII[40][41]
- 機動戦士ガンダム 連邦vs.ジオン（開発：カプコン、発売：バンプレスト）
- ガンサバイバー2 バイオハザード CODE：Veronica（開発：カプコン、発売・開発協力：ナムコ）◎[42]
- ZERO GUNNER2（開発・発売：彩京）

2002年以降
- 魔斬（開発・発売：ナムコ）◎
- アンパンマンのポップコーンこうじょう2 ◎
- 甲虫王者ムシキングシリーズ ◎
- セガ四人打ち麻雀MJ ネットワーク対戦Ver. ◎[43]
- 頭脳能力向上マシーン タッチでズノー[44]
- ポカ☆スカ ゴースト! ◎[45]
- リズム天国[46][47]
- ダイナマイト刑事EX 〜アジアンダイナマイト〜
- シューティングラブ。2007（開発：トライアングルサービス）
- アカツキ電光戦記 Ausf.Achse（開発・発売：SUBTLE STYLE）
- イルマティックエンベロープ（開発・発売：マイルストーン）
- まもるクンは呪われてしまった!
- MELTY BLOOD Actress Again（開発：フランスパン(旧渡辺製作所)＆エコールソフトウェア、原作・許諾・開発協力：TYPE-MOON ※初版とVer.Aのみ。続編「Current Code」はRINGWIDEを採用）
- ラジルギノア（開発・発売：マイルストーン）

### NAOMI GD-ROM
2000年
- コンフィデンシャルミッション ◎[48][35]
- シャカっとタンバリン![49][35]
- SPORTS JAM[50][35]

2001年
- シャカっとタンバリン! もっとノリノリ 新曲追加!![51][52]
- モンキーボール[52]
- ダイナミックゴルフ[53][54]
- CRACKIN’DJ Part2[55][52]
- スーパーメジャーリーグ[54]
- スパイカーズバトル[54]
- 犬のおさんぽ[56][54]
- エイリアンフロント[41]
- パワースマッシュ2[57]
- シャカっとタンバリン! 超PowerUpチュッ![57]
- Laキーボードュ[58]
- ルパン三世 THE SHOOTING ◎[57]
- 斑鳩[57][59]
- ストリートファイターZERO3アッパー（開発、発売：カプコン）
- CAPCOM VS. SNK MILLENNIUM FIGHT 2000 PRO（開発・発売：カプコン、開発協力・許諾：SNK）
- CAPCOM VS. SNK 2 MILLIONAIRE FIGHTING 2001 ※同上
- どきどきアイドルスターシーカー
- 機動戦士ガンダム 連邦vs.ジオンDX（開発：カプコン、発売：バンプレスト）
- ヘビーメタル ジオマトリックス（英語版） - アメリカン・コミック雑誌『ヘビーメタル（英語版）』のゲーム化[60]

2002年
- バーチャアスリート[61]
- THE MAZE OF THE KINGS ◎[62][63]
- ムサピィのチョコマーカー（開発・発売：エコールソフトウェア）
- ルパン三世 THE TYPING ◎（デバイスのみ）
- クイズ ケータイQモード -MailもChatも恋しTel-
- クレオパトラフォーチュン+
- 兎-野生の闘牌- 山城麻雀編
- GUILTY GEAR XX（開発：アークシステムワークス、発売：サミー）
- あずまんが大王パズルボブル（開発：MOSS、発売：タイトー）

2003年
- ぷよぷよフィーバー[64]
- GUILTY GEAR XX #RELORD
- ドラゴントレジャー（II・III）
- ボーダーダウン
- 式神の城II
- サイヴァリア2-the will to fabricate-

2004年
- テトリス極道
- CHAOS FIELD
- トライジール

2005年
- 旋光の輪舞
- スーパー上海2005
- MELTY BLOOD Act Cadenza（開発：フランスパン＆エコールソフトウェア、原作・許諾・開発協力：TYPE-MOON）
- GUILTY GEAR XX SLASH（開発：アークシステムワークス）
- ラジルギ（開発・発売：マイルストーン）
- UNDER DEFEAT（開発・発売：グレフ）

2006年
- くるくるカメレオン
- トリガーハート エグゼリカ
- 旋光の輪舞SP
- 仁義ストーム The Arcade
- カラス -KAROUS-（開発・発売：マイルストーン）
- GUILTY GEAR XX Λ CORE（開発：アークシステムワークス）

2007年
- のーコネパズル たころん

### NAOMI 2
- バーチャストライカー3 2001年[65][52]
- ワイルドライダーズ ◎ 2001年[66][52]
- Club kart Eupopean Session ◎ 2001年[52]
- ビーチスパイカーズ 2001年[54]
- ウェーブランナーGP[54]
- バーチャファイター4 2001年[41]
- The King of Route66 ◎ 2002年[67]
- 頭文字D ARCADE STAGE Ver.1 ◎ 2002年[68][69]
- WORLD CLUB Champion Football ◎
- WORLD CLUB Champion Football SERIE A 2001-2002[70][71]
- ソウルサーファー[72][69]
- バーチャファイター4 エボリューション[73]
- 頭文字D ARCADE STAGE Ver.2[74]
- WORLD CLUB Champion Football SERIE A 2002-2003[75][63]
- 頭文字D ARCADE STAGE Ver.3[76][77]
- バーチャファイター4 ファイナルチューンド
- 免許の鉄人[78]
- WORLD CLUB Champion Football European Clubs 2004-2005[79]
- WORLD CLUB Champion Football European Clubs 2005-2006[80]
- セガ・ドライビングシミュレータ（自動車教習所向けドライビングシミュレーター。開発：セガ・ロジスティクスサービス）◎

### SYSTEMSP
- 甲虫王者ムシキングシリーズ ◎ 2003年 -
- 古代王者恐竜キングシリーズ ◎ 2005年 -
- オシャレ魔女♥ラブandベリーシリーズ ◎ 2005年 -
- マジカルダンス オン ドリームステージ 2007年
- 昆虫DASH!! 2007年
- マリン☆マリン ～ミナミハコフグと珊瑚礁の仲間達～ 2007年
- いっしょにワンワン 2007年
- ぶろっくぴーぽー 2009年[81]
- テトリス・デカリス 2009年[82]

以下は全てメダルゲームで、全て◎（専用筐体が必要）。
- モノポリー・ザ・メダルシリーズ 2005年 -
- ビンゴパレード 2005年
- ミラージュワールド 2007年
- メダリンクシリーズ 2007年 -
- ビンゴギャラクシー 2007年
- ガリレオファクトリーシリーズ 2008年(初代)-2012年(3)
- KAZAAAN!! 2010年、激KAZAAAN!! 2012年、HYOZAAAN!! 2012年（モニター出力は使用していない）

### 開発および発売中止となったタイトル
| 作品名                 | 開発           | 発売           | 備考 | 注     |
| ---------------------- | -------------- | -------------- | --- | ------ |
| クルットストーン       |                |                | |        |
| ガンビート             | トレジャー     |                | トレジャーのNAOMI採用作第1弾であり、3Dシューティングレースゲームとして1999年に稼働する予定だった。 トレジャー代表の前川正人が、雑誌「コンティニュー」Vol.3(2001年12月21日発行)に掲載されたインタビューで語ったところによると、キャラクターや背景はできていたものの、おもしろくならなかったとして発売を見送ったとされている。 | [ 59 ] |
| プロジェクトケルベルス | ホビボックス   | マイルストーン | 開発途中でPlayStation Portableへ移行。アーケード版は公式サイトが閉鎖されたため事実上の開発中止状態となった。 |        |
| ニトロロワイアル       | マイルストーン |                | |        |

| 作品名                                           | 開発                     | 発売     | 備考 | 注     |
| ------------------------------------------------ | ------------------------ | -------- | --- | ------ |
| ポチッとにゃ〜                                   | コンパイル（後にアイキ） | タイトー | 元々はコンパイルが開発を進めていたが、経営破綻に伴い、同社の創設者らが立ち上げたアイキが引き継いだ。 開発途中で使用基板がMVSに変更された。 | [ 83 ] |
| テトリス ザ・グランドマスター3 -Terror Instinct- | アリカ                   | タイトー | 開発途中で使用基板がTaito Type Xに変更された。                                                                                             |        |